# Ravnilo in šestilo
Ravnilo in šestilo (kratica RiŠ) je program za dinamično geometrijo, avtorja Renéja Grothmanna z matematičnega oddelka katoliške univerze v Eichstättu v Nemčiji. Ime programa izhaja iz izvornega nemškega Zirkel und Lineal (Z.u.L.) (angleško Compass and Ruler, kratica C.a.R.). Sicer pa je trenutno preveden v 11 jezikov, med drugim tudi v slovenščino. To je v sicer bogatem izboru programov za dinamično geometrijo eden primernejših programov za poučevanje šolske geometrije, saj omogoča preprost računalniški prikaz geometrijskih konstrukcij.

## Možnosti programa
Nastal je najprej kot preprost program za predstavitev geometrijskih objektov in je bil napisan v BASICU, kasneje je avtor program napisal v celoti na novo v javi. To mu je prineslo dodatne možnosti:
- enostaven prenos v spletno okolje,
- poleg tega, da lahko s programom delamo v brskalniku (z omogočenim javanskim okoljem), teče tudi kot samostojna aplikacija (seveda še vedno z nameščeno Javo),
- enostavno objavo izdelkov, ki jih je prav tako mogoče obdelovati v spletnem brskalniku,
- v XML prenosljivi obliki zapisana in shranjena konstrukcija.

Poleg tega pa je v programu na voljo še:
- izvoz konstrukcije kot slike (v PNG, SVG, EPS, PDF, FIG formatu),
- ponovitev konstrukcije (konstrukcijskih korakov),
- izdelava dveh vrst datotek - kot konstrukcije in kot naloge,
- izdelava lastnih makrojev (podprogramov), ki v dobršni meri poenostavijo zapletenejše konstrukcije.

Program je, kot vsak te vrste, kompromis med »izračunano« (analitična geometrija) in »navidezno« ravninsko geometrijo (primi in premakni). Še en primer: ukaz središče daljice je enostaven: izberi prvo krajišče, izberi drugo krajišče daljice in rezultat je konstruirano središče te daaljice. Sedaj lahko premikamo krajišče in ustrezno se spreminja lega središča. Torej princip primi in premakni je utemeljen na algoritmu preračunavanja koordinat točk v ravnini. 
Zato tudi ni čudno, da je v program dodanih nekaj računskih možnosti: 
- izračun vrednosti izraza, ki je sestavljen iz števil in parametrov geometrijskih objektov,
- prikaz grafa preprostejših funkcij, ki jih vnesemo kar interaktivno (s tem odstopa od siceršnjega vzorca programov dinamične geometrije). Omenimo še stožnice, ki tudi predstavljajo preračunan (in ne osnovni geometrijski) objekt.

## Objekti
Osnovni geometrijski objekti, za katere so tudi na voljo preprosti ikonski in menujski ukazi, so
- točka,
- daljica (izbirno kot vektor),
- premica,
- poltrak,
- krožnica in
- kot.

Vsa ta orodja imajo v ukazu prosto različico (objekt lahko poljubno premikamo po risalni ravnini) in pritrjeno različico (objekt je nepremakljiv, nespremenljiv po velikosti, na primer kot z določeno velikostjo). Objekte označuje sam program, ali pa mi oznake spremenimo, lahko jih pa pokažemo ali skrijemo. Na njihova imena se kasneje v konstrukciji lahko sklicujemo (izrazi).
Program ima še eno posebnost, ki je v didaktičnem smislu za poučevanje geometrije zelo zanimiva - ukazni način. To pomeni, da lahko vse objekte vnesemo interaktivno preko ukazne vrstice (računalniška miška postane nepotrebna). S tem lahko tudi opišemo konstrukcijo in jo v tekstovni obliki  predstavimo in celo v tej obliki vnašamo, kot datoteko ali tekst. Ravnino lahko opremimo s koordinatnima osema in koordinatno mrežo.
Program je licenciran z GNU licenco in sodi med prosto programje.